# Lago Azara
Lago Azara är en sjö i Argentina.   Den ligger i provinsen Santa Cruz, i den södra delen av landet, 1 900 km sydväst om huvudstaden Buenos Aires. Lago Azara ligger 805 meter över havet. Arean är 6,3 kvadratkilometer. Den sträcker sig 4,6 kilometer i nord-sydlig riktning, och 6,3 kilometer i öst-västlig riktning.
Trakten runt Lago Azara består i huvudsak av gräsmarker. Trakten runt Lago Azara är nära nog obefolkad, med mindre än två invånare per kvadratkilometer.